# Trichopteryx rupestrata
Trichopteryx rupestrata là một loài bướm đêm trong họ Geometridae.